# آخر الأراضي
آخر الأراضي رواية للروائي اللبناني أنطوان الدويهي. صدرت الرواية لأوّل مرة عام 2017 عن الدار العربية للعلوم ناشرون في بيروت. ودخلت في القائمة الطويلة للجائزة العالمية للرواية العربية لعام 2018، المعروفة باسم «جائزة بوكر العربية».

## حول الرواية
يروي الكاتب اللبناني «أنطوان الدويهي» في هذه الرواية حكاية الراوي الذي كانت وفاة «سلمى فرح» المفاجئة، ذات مساء، هي المرة الأولى التي يعاين فيها الموت، والتي غيّرت مجرى حياته بعدها إلى الأبد.